# 人到中年 (电影)
《人到中年》是一部改编自同名小说的中国剧情片，编剧即为原著小说作者谌容，由王启民、孙羽联合导演。由达式常、潘虹担任主演，影片1982年公映后，潘虹所饰演的医生陆文婷大受欢迎。本片在获得了很高的评价，获得了中国电影金鸡奖最佳影片与最佳女主角两项大奖，以及大众电影百花奖最佳影片奖。

## 演员表
- 达式常………傅家杰
- 潘　虹………陆文婷
- 曹　雪………佳佳
- 郑　毅………元元
- 赵奎娥………姜亚芬
- 郑乾龙………刘学尧
- 浦　克………焦部长
- 赵双城………内科主任

## 获奖与提名
| 获奖与提名                 | 获奖与提名 | 获奖与提名 | 获奖与提名 |
| 评奖名称                   | 奖项       | 获得者     | 结果       |
| -------------------------- | ---------- | ---------- | ---------- |
| 第三届中国电影金鸡奖       | 最佳故事片 |            | 获奖       |
| 第三届中国电影金鸡奖       | 最佳女主角 | 潘虹       | 获奖       |
| 第三届中国电影金鸡奖       | 最佳编剧   | 谌容       | 提名       |
| 第三届中国电影金鸡奖       | 最佳音乐   | 吴大明     | 提名       |
| 第六届大众电影百花奖       | 最佳故事片 |            | 获奖       |
| 第六届大众电影百花奖       | 最佳女主角 | 潘虹       | 提名       |
| 1982年中国文化部优秀影片奖 | 优秀故事片 |            | 获奖       |